# Francisco Cruz Castro
Pour les articles homonymes, voir Francisco Castro et Castro.
Francisco Cruz Castro, né le 4 octobre 1820 à Santa Ana au Salvador et mort le 20 mai 1895 à La Esperanza, est un homme politique hondurien. Il est président du Honduras du 12 août 1869 au 2 février 1870.